# Poltringen
Poltringen is een plaats in de Duitse gemeente Ammerbuch, deelstaat Baden-Württemberg, en telt 1707 inwoners (2008-01).